# Jevgenij Novikov
Jevgenij Maximovič Novikov (rusky Евгений Максимович Новиков, * 19. září 1990, Moskva, SSSR) je ruský závodník rallye, syn slavného ruského závodníka Maxima Novikova, vítěz Mistrovství Ruska v rallye z roku 2006. V letech 2007 až 2013 se účastník Mistrovství světa v rallye. Jeho nejlepším výsledkem jsou 2 druhá místa (Portugalská rallye 2012 a Sardinská rallye 2012).

## Umístění na Mistrovství světa v rallye

### Výsledky ve WRC
| Rok  | Účastník                              | Vůz                      | 1       | 2       | 3       | 4       | 5      | 6       | 7       | 8       | 9       | 10      | 11      | 12    | 13     | 14     | 15      | 16      | WDC | Body |
| ---- | ------------------------------------- | ------------------------ | ------- | ------- | ------- | ------- | ------ | ------- | ------- | ------- | ------- | ------- | ------- | ----- | ------ | ------ | ------- | ------- | --- | ---- |
| 2007 | Jevgenij Novikov                      | Subaru Impreza WRX STi   | MON     | SWE     | NOR     | MEX     | POR    | ARG     | ITA     | GRE     | FIN     | GER     | NZL     | ESP   | FRA    | JPN    | IRE     | GBR Ret | NC  | 0    |
| 2008 | Jevgenij Novikov                      | Subaru Impreza WRX STi   | MON     | SWE     | MEX     | ARG Ret | JOR    | ITA     |         |         |         |         |         |       |        |        |         |         | NC  | 0    |
| 2008 | Jevgenij Novikov                      | Mitsubishi Lancer Evo IX |         |         |         |         |        |         | GRE 35  | TUR Ret | FIN     | GER     | NZL Ret | ESP   | FRA    | JPN 11 | GBR Ret |         | NC  | 0    |
| 2009 | Citroën Junior Team                   | Citroën C4 WRC           | IRE     | NOR 11  | CYP Ret | POR Ret | ARG    | ITA 5   | GRE 15  | POL 9   | FIN Ret | AUS     | ESP Ret | GBR   |        |        |         |         | 13. | 4    |
| 2011 | M-Sport Stobart Ford World Rally Team | Ford Fiesta RS WRC       | SWE     | MEX Ret | POR     | JOR     | ITA 14 | ARG     | GRE 20  | FIN Ret | GER     | AUS Ret | FRA 24  |       |        |        |         |         | 17. | 12   |
| 2011 | ALM Russia                            | Citroën DS3 WRC          |         |         |         |         |        |         |         |         |         |         |         | ESP 7 |        |        |         |         | 17. | 12   |
| 2011 | Team Abu Dhabi                        | Ford Fiesta RS WRC       |         |         |         |         |        |         |         |         |         |         |         |       | GBR 7  |        |         |         | 17. | 12   |
| 2012 | M-Sport Ford World Rally Team         | Ford Fiesta RS WRC       | MON 5   | SWE 5   | MEX Ret | POR 2   | ARG 8  | GRE Ret | NZL 4   | FIN 36  | GER Ret | GBR 6   | FRA 7   | ITA 2 | ESP 10 |        |         |         | 6.  | 88   |
| 2013 | Qatar M-Sport World Rally Team        | Ford Fiesta RS WRC       | MON Ret | SWE 9   | MEX 10  | POR 4   | ARG 4  | GRE 9   | ITA Ret | FIN 6   | GER 9   | AUS 7   | FRA 5   | ESP 5 | GBR 19 |        |         |         | 7.  | 69   |

## Galerie

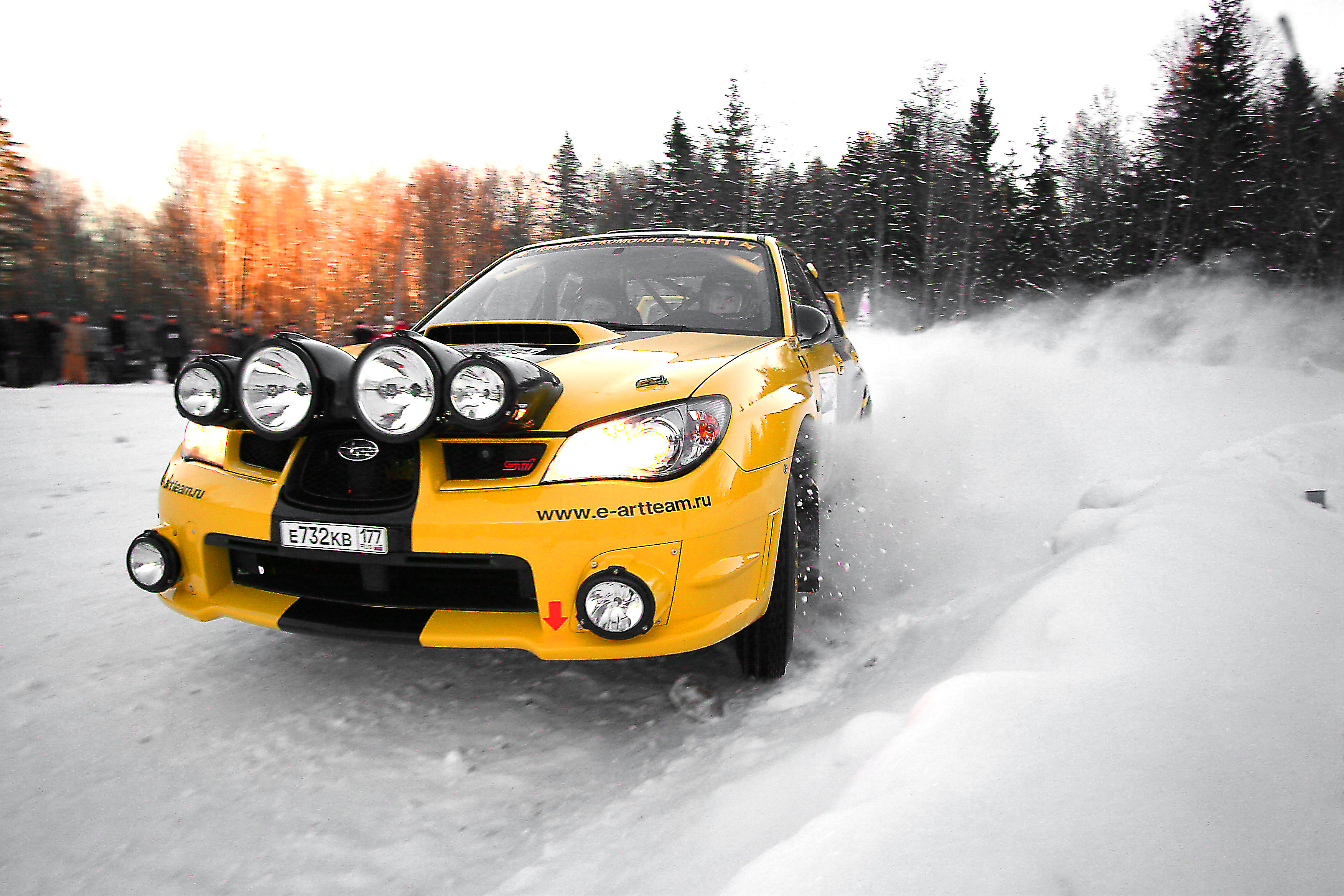
Jevgenij Novikov s vozem Subaru STI na rallye Pěno (2007)
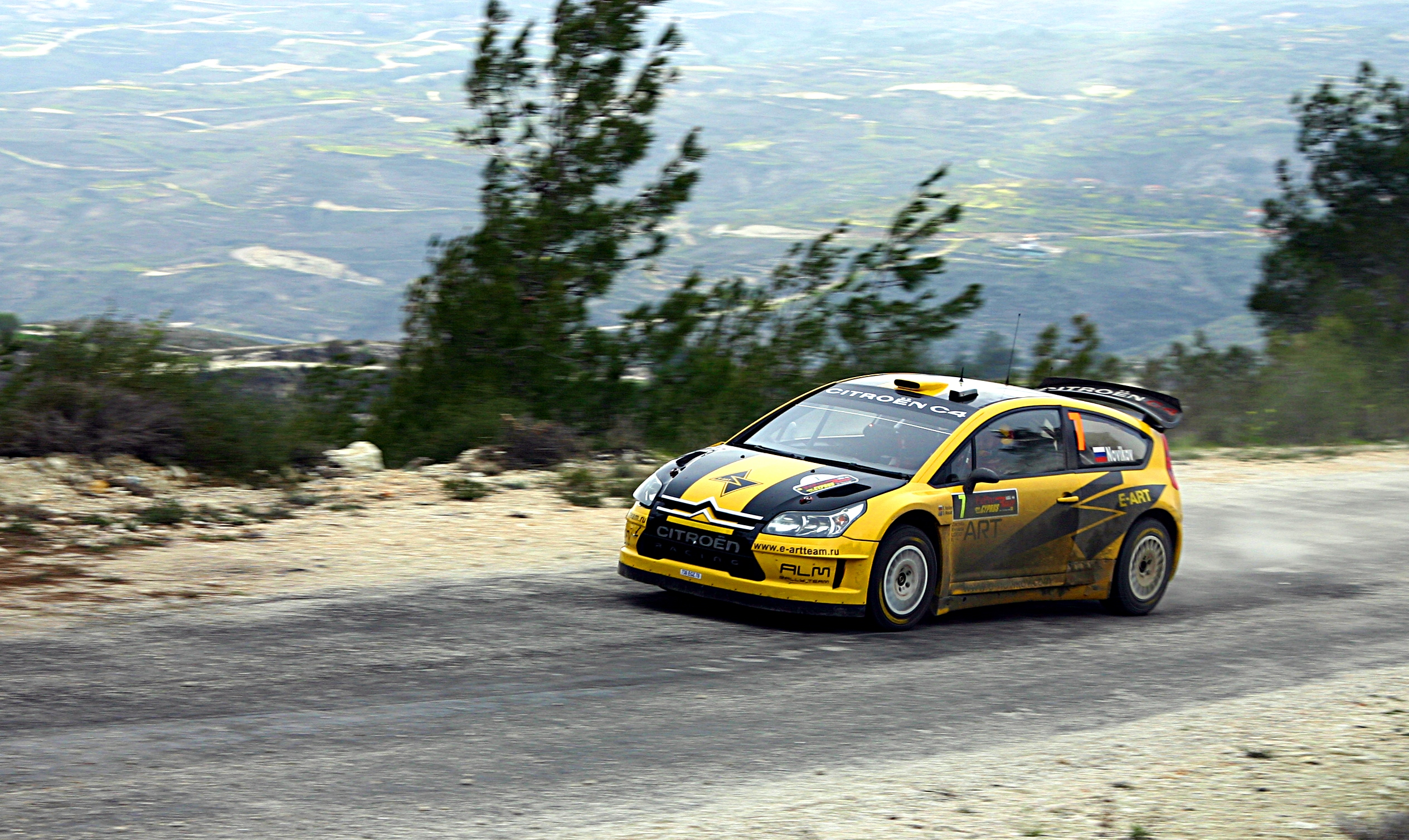
Jevgenij Novikov během Kyperské rallye 2009
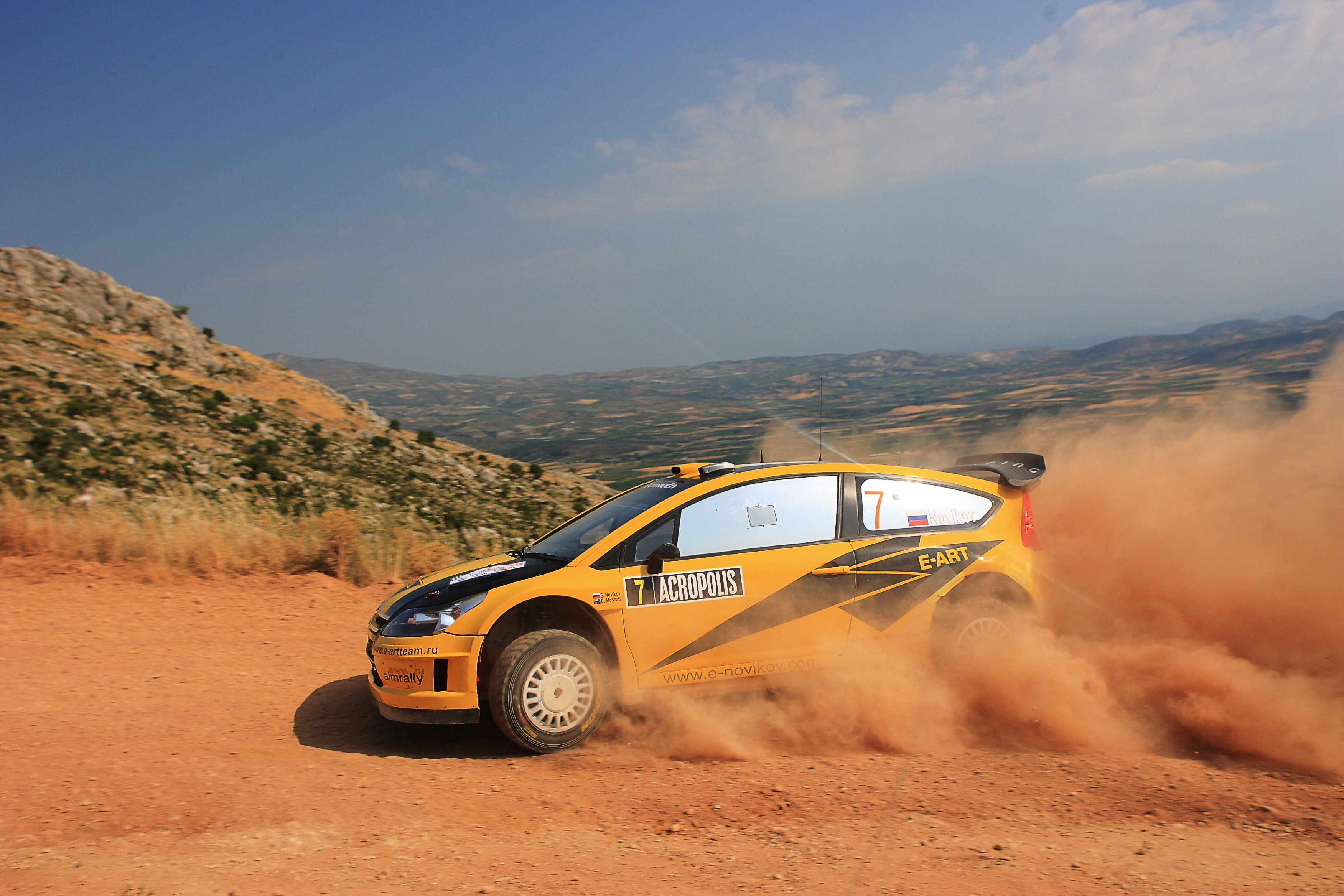
Jevgenij Novikov na Acropolis rallye 2009
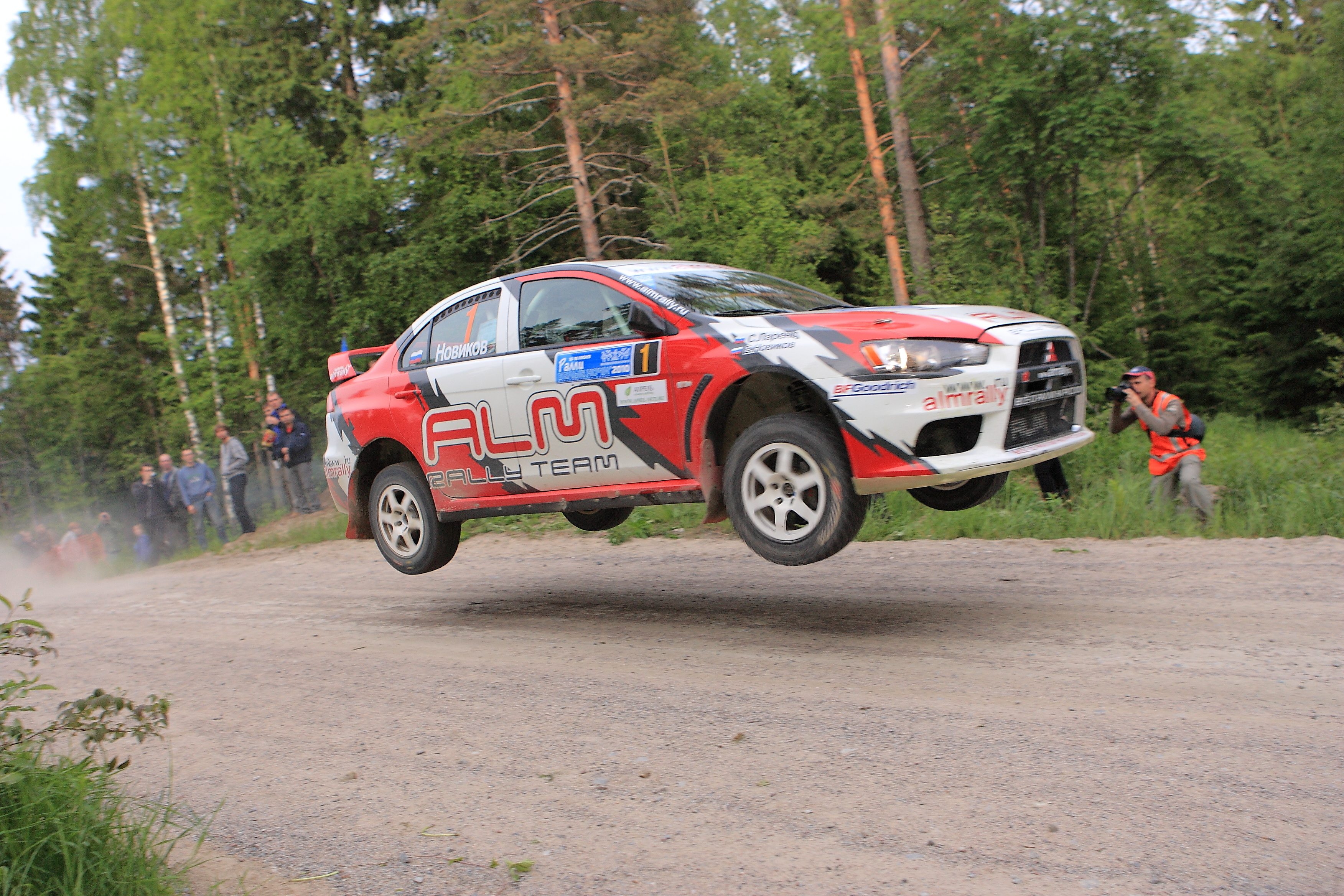
Jevgenij Novikov s navigátorem Sergejem Larensem během Mistrovství Ruska v rallye v Karélii (2010)
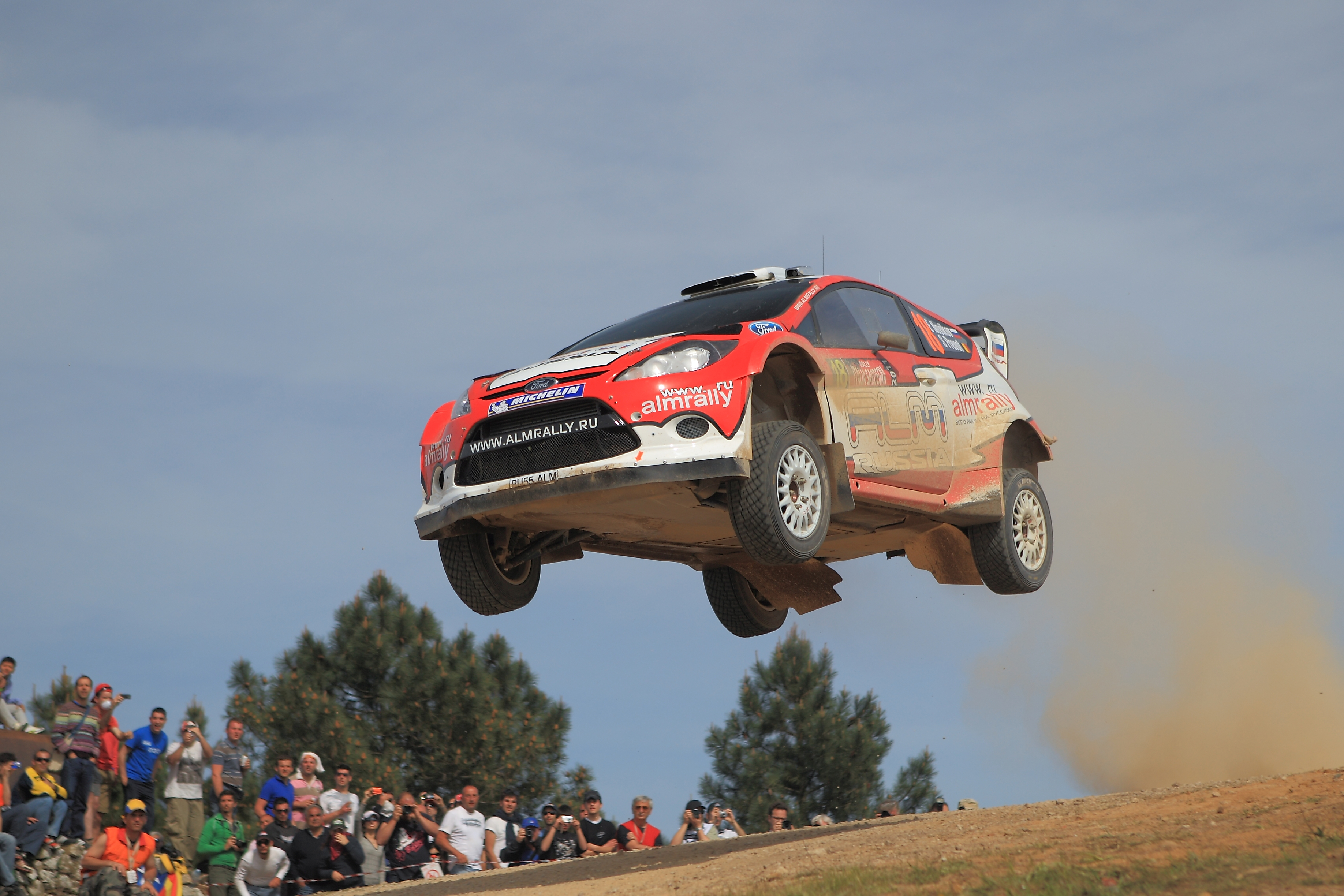
Jevgenij Novikov s vozem Ford na Sardinské rallye 2011
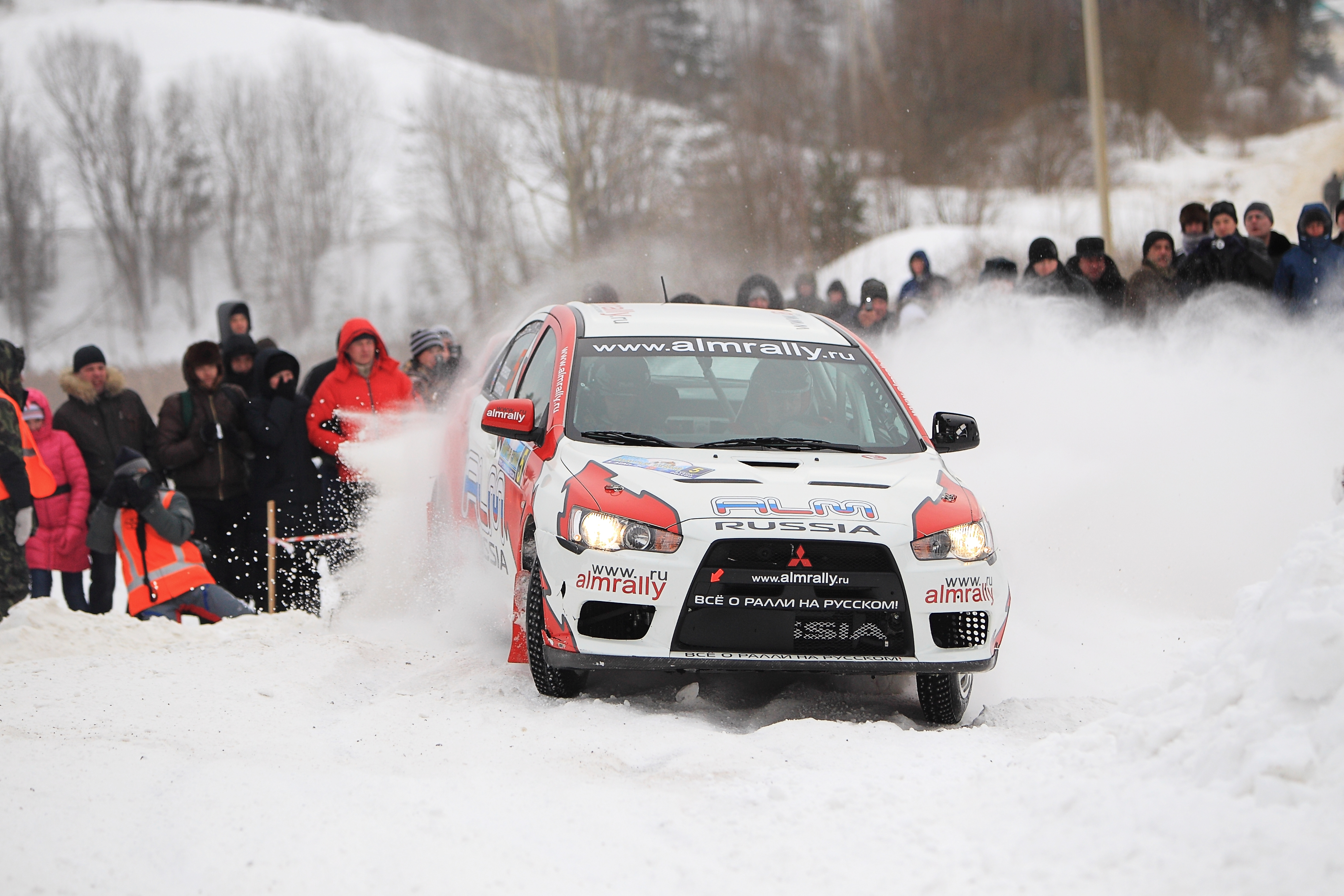
Jevgenij Novikov a Michail Lepechov s vozem Mitsubishi Lancer Evo X během zimní rallye Zolotyje Kupola 2012 v Jaroslavské oblasti
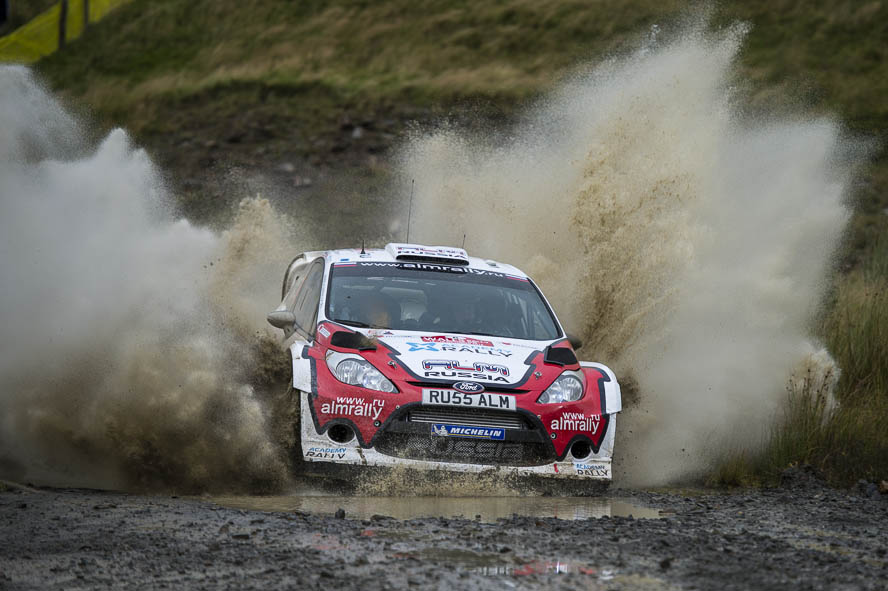
Jevgenij Novikov s navigátorm Ilkou Minorem na s vozem Ford Fiesta RS WRC na Velšské rallye 2012